# 1167

## Догађаји
- Википедија:Непознат датум — Други крсташки поход на Египат
- Википедија:Непознат датум — Опсада Александрије (1167)
- 18. март — Битка код Бабаина

- 7. април – Заклетва Понтиде: Уз подршку папе Александра III, основана је Ломбардска лига, војни савез између општина Милано, Лоди, Ферара, Пјаченца и Парма, против немачких инвазионих снага цара Фридриха I (Барбароса) у северној Италији. Лига (заједно са другим италијанским градовима) отворено оспорава Фридрихове претензије на власт.
- 12. април – Краља Карла VII  убијају у Висингсеу присталице Кнута I (сина Ерика IX), који се проглашава краљем Шведске. Међутим, Карлова полубраћа Болеслав и Кол Сверкерсон проглашавају се владарима Естерготланда, супротстављајући се Кнуту, што доводи до борби за власт у Шведској (до 1173. године).
- 29. мај – Битка код Монте Порција: Војска Римске комуне је поражена од стране немачких снага под Фридрихом I и локалних кнежева; Александар III напушта Рим. Фридрих одлази у Рим, где га по други пут крунише антипапа Пасхалиј III. Изненадна епидемија убија многе његове саветнике и витезове.
- 8. јул – Битка код Сирмијума: Византијске снаге (15.000 људи) под командом генерала Андроника Контостефана побеђују Мађаре и Србе код Сирмијума. Цар Манојло I (Комнин) учвршћује своју контролу над западним Балканом.
- Август – Фридрих I полаже право на царску власт над Бохемијом, Великом Пољском и Угарском. Поставља свог трогодишњег сина Фридриха V за војводу Швапске, након што је Фридрихов рођак, Фридрих IV, умро од болести у Риму.
- 18. март – Битка код Ел-Бабеина: Друга зангидска војска (око 12.000 људи) под командом генерала Ширкуха и његовог нећака Саладина маршира ка Египту, али је дочекују комбиноване крсташко-фатимидске снаге предвођене краљем Амалриком од Јерусалима. Након окршаја низ Нил, крсташи су поражени близу Гизе и приморани да се повуку у Каиро.
- Мај–јун – Саладин предводи одбрану Александрије од крсташко-фатимидских снага. Преузима команду над гарнизоном (плус око 1.000 коњаника), као и над болеснима и рањеницима војске.
- 4. август – Амалрик I прихвата мировни споразум и улази у Александрију на челу крсташке војске. Саладин и његове трупе су испраћене уз пуне војне почасти и повлаче се у Сирију.
- Вероватни датум – Битка код Пантине: Византинци интервенишу у име великог српског кнеза Тихомира против његовог побуњеног брата, кнеза Стефана Немање, који побеђује византијске снаге и постаје велики жупан Српске кнежевине.
- Диармејд мак Мурчада (или Дермот), бивши краљ Ленстера, враћа се у Ирску са претходницом Фламанаца под командом Ричарда Фиц Годберта де Роша.
- Краљ Хенри II забрањује енглеским студентима да похађају Универзитет у Паризу; многи се насељавају на Универзитету у Оксфорду.
- Таира но Кијомори постаје први самурај који је именован за Даиџоа Даиђина, главног министра владе Јапана.
- Абсалон, дански надбискуп и државник, предводи први сабор у Лунду. Добија земљу око града „Хавн“ (данашњи Копенхаген) и учвршћује обалску одбрану од Венда.

### Јун
- 8. јул — Сремска битка (1167)

### Мај
- 29. мај — Војска удружених италијанских градова Ломбардијске лиге поразила је у бици код Лењана трупе немачког цара Фридриха I Барбаросе.

## Смрти
- Карл VII Сверкерсон

- Матилда Енглеска

- Ростислав I Кијевски